# Guram Tušišvili
Guram Tušišvili (gruz. გურამ თუშიშვილი; Kodžori, 5. veljače 1995.) gruzijski je džudaš. Aktualni je olimpijski doprvak i bivši svjetski i europski prvak. Natječe se u kategoriji iznad 100 kg. 
Judo je započeo s 11 godina u klubu Ševardeni iz Tbilisija pod vodstvom Gurama Modebadzea. Trenutačno je član kluba Dinamo iz Tbilisija. U reprezentaciju je uključen 2014. godine. Trener mu je Irakli Cirekidze. U mlađim uzrastima Guram je bio svjetski prvak (U17) 2011. godine i europski prvak 2013. godine. Od 2015. godine bori se u teškoj kategoriji, težinskoj klasi preko 100 kg. U toj kategoriji ostvario je mnoštvo uspjeha. Svjetski je prvak iz Bakua 2018., europski prvak iz Varšave 2017. i Minska 2019., te brončani s EP-a u Pragu (2020.) i Lisabonu (2021.) Najveći uspjeh u karijeri mu je osvajanje srebrnog odličja na Olimpijskim igrama u Tokiju 2020. godine, gdje je u finalu poražen od Čeha Lukáša Krpáleka.
Pod ingerencijom Međunarodne judo federacije osvojio je dva zlata na Svjetskim mastersima, dva zlata na Grand Slamu i tri zlata na Grad Prix mitinzima.
Prije Europskih igara u Minsku, koje su održane u lipnju 2019. godine, imao je pauzu od gotovo pola godine. No to mu nije predstavljalo problem i osvaja zlatno odličje. Natjecanje u judu na Europskim igrama ujedno je bilo i europsko prvenstvo, pa je tako ponio i naslov europskog prvaka te godine.

## Vanjske poveznice
- Profil Gurama Tušišvilija na službenoj stranici Međunarodnog judo saveza
- Sportski uspjesi na JudoInside.com